# Lapės
Lapės kisváros Kaunas járásban, Litvániában. Kaunas várostól északkeletre, a Neris folyó jobb partján található. A településen fellelhető többek között a Lapės városi általános iskola, egy könyvtár (1995-ből), egy posta (LT-54078) és egy katolikus templom is (épült 1620-ban vagy 1639-ben, felújították 1899-ben). A 17. században lengyel nemesi földbirtok része volt, területén vár épült. Lapės népessége 2011-ben 1218 fő volt.
Lapėsben működik a litván kereskedelmi televízióadó, a Laisvas ir nepriklausomas kanalas (magyarul: szabad és független adó), melyet 1995-ben hoztak létre.

## Név
Litvánul a lapė jelentése "róka", míg a lapės jelentése "rókák".

## Fordítás
- Ez a szócikk részben vagy egészben  a   Lapės című német Wikipédia-szócikk ezen változatának fordításán alapul.  Az eredeti cikk szerkesztőit annak laptörténete sorolja fel. Ez a jelzés csupán a megfogalmazás eredetét és a szerzői jogokat jelzi, nem szolgál a cikkben szereplő információk forrásmegjelöléseként.